# Video, video
Video, video, skriven av Jens Brixtofte, är den melodi som den danska popgruppen Brixx deltog med för Danmark i Eurovision Song Contest 1982. Sångtexten handlar om att titta på video, och speglar en tid då videobandspelare var ganska nytt och omtalat. Bidraget slutade på 17:e plats.

### Fotnoter
1. ↑  ”Listplacering”. Arkiverad från originalet den 10 mars 2016. https://web.archive.org/web/20160310144137/http://danishcharts.com/showitem.asp?interpret=Brixx+%5BDK%5D&titel=Video-video&cat=s. Läst 28 april 2011.